# Federico Cinà
Federico Cinà (Palermo, 30 marzo 2007) è un tennista italiano.

## Biografia
Di origine palermitana, è allenato dal padre Francesco, ex coach della tennista italiana Roberta Vinci che ha guidato alla finale degli US Open 2015. Sua madre, Susanna Attili, è stata una giocatrice professionista (ex n° 131 WTA in doppio e n° 407 in singolare). È membro del Country Time Club Palermo e si allena presso l'Istituto Tennistico Cinà.
È soprannominato "Pallino" (o "Palli"), perché la sorella maggiore, dopo aver visto una sua ecografia, disse che il fratellino somigliava a una pallina.

## Carriera

### Tra gli juniores
Nel 2021 ha raggiunto la finale del torneo Les Petit As, dove è stato sconfitto dal ceco Maxim Mrva. L'anno successivo, insieme a Lorenzo Angelini e Lorenzo Carboni, ha disputato la finale del campionato europeo under 16 a squadre.
Agli US Open 2023 giovani ha raggiunto la semifinale nel singolare maschile. Nel 2024 ha disputato la finale del doppio maschile al Roland Garros in coppia con Rei Sakamoto, affrontando Nicolai Budkov Kjaer e Joel Schwaerzler.

### Inizi da professionista
Ha ottenuto la sua prima vittoria tra i professionisti all'età di quindici anni, sconfiggendo Raffael Schaer al torneo M15 di Aprilia nel 2022.
Nel marzo 2025 ha raggiunto la sua prima finale Challenger al Creta Challenger II, diventando il primo tennista nato nel 2007 a centrare questo traguardo, dopo aver sconfitto Aslan Karatsev in due set, in finale ha perso contro Dimitar Kuzmanov in due set.
Sempre nel marzo 2025 ha ricevuto una wild card per il Miami Open 2025 facendo così il suo esordio nel circuito ATP Tour e nei tornei Masters 1000. Classificato al numero 441 del ranking, ha superato il turno d’esordio battendo il qualificato Francisco Comesaña in due set, diventando il primo giocatore nato dal 2007 a vincere una partita nel tabellone principale di un ATP Masters 1000. Al secondo turno è stato eliminato da Grigor Dimitrov. Grazie a questo risultato, ha guadagnato 70 posizioni in classifica, salendo fino al numero 371 del mondo.
Riceve una wild card anche per il Madrid Open 2025, in cui sconfigge in due set la wild card Coleman Wong uscendo al secondo turno per mano di Sebastian Korda, e agli Internazionali d'Italia 2025 dove viene eliminato al primo turno da Mariano Navone.
Il 24 maggio 2025 raggiunge la sua seconda finale Challenger in carriera, al Mziuri Cup 2025, dove viene sconfitto in due set dal padrone di casa Saba Purtseladze. Grazie a questo risultato entra per la prima volta in carriera in Top 300. 
A inizio luglio raggiunge la semifinale al Modena Challenger 2025, dopo essere entrato in tabellone come alternate, dove viene sconfitto dal futuro campione del torneo Stefano Travaglia, la settimana successiva entra per la prima volta in Top 250. 

## Statistiche

### Tornei minori

#### Vittorie (2)
| Legenda tornei minori     |
| ITF World Tennis Tour (2) |

| N. | Data             | Torneo                               | Superficie  | Avversario in finale   | Punteggio      |
| 1. | 9 settembre 2024 | M15 Buzau, Buzău                     | Terra rossa | Ioan Alexandru Chirita | 6–4, 6–0       |
| 2. | 24 febbraio 2025 | M15 Sharm El Sheikh, Sharm el-Sheikh | Cemento     | Martin Damm Jr.        | 7–6(3), 7–6(3) |

#### Finali perse (3)
| Legenda tornei minori     |
| Challenger (2)            |
| ITF World Tennis Tour (1) |

| N. | Data             | Torneo                          | Superficie | Avversario in finale | Punteggio     |
| -- | ---------------- | ------------------------------- | ---------- | -------------------- | ------------- |
| 1. | 19 febbraio 2024 | M15 Monastir, Monastir          | Cemento    | Matej Dodig          | 6–3, 3–6, 0–6 |
| 2. | 10 marzo 2025    | Crete Challenger II 2025, Creta | Cemento    | Dimitar Kuzmanov     | 4–6, 2–6      |
| 3. | 24 maggio 2025   | Mziuri Cup 2025, Tbilisi        | Cemento    | Saba Purtseladze     | 6(5)–7, 4–6   |

## Risultati in progressione

### Singolare
| V | F | SF | QF | #T | RR | Q# | A | Z# | PO | O | F-A | SF-B | ND |

(V) Torneo vinto; raggiunto (F) finale, (SF) semifinale, (QF) quarti di finale, (#T) turni 4, 3, 2, 1; (RR) round - robin; (Q#) Turno di qualificazione; (A) assente dal torneo; (Z#) Zona gruppo Coppa Davis/Fed Cup (con indicazione numero); (PO) play-off Coppa Davis o Fed Cup; vinto un (O) oro, (F-A) argento o (SF-B) bronzo ai Giochi Olimpici; (ND) torneo non disputato.
| Torneo                     | 2025 | Titoli | V-S | V%  |
| Tornei del Grande Slam     |      |        |     |     |
| US Open                    | Q2   | 0 / 0  | 0-0 | –   |
| Vittorie-Sconfitte         | -    | -      | 0-0 | –   |
| ATP Tour Masters 1000      |      |        |     |     |
| Miami                      | 2T   | 0 / 1  | 1–1 | 50% |
| Madrid                     | 2T   | 0 / 1  | 1–1 | 50% |
| Roma                       | 1T   | 0 / 1  | 0-1 | 0%  |
| Vittorie-Sconfitte         | 2-3  | 0 / 3  | 2–3 | 50% |
| Statistiche carriera       |      |        |     |     |
|                            | 2025 | Titoli | V–S | V%  |
| Tornei ATP disputati       | 3    | 3      | 3   | 3   |
| Finali ATP perse           | 0    | 0      | 0   | 0   |
| Tornei ATP vinti           | 0    | 0      | 0   | 0   |
| Statistiche per superficie |      |        |     |     |
| Cemento                    | 1-1  | 0 / 1  | 1-1 | 50% |
| Erba                       | 0–0  | 0 / 0  | 0-0 | –   |
| Terra battuta              | 1–2  | 0 / 2  | 1-2 | 33% |
| Vittorie-Sconfitte         | 2-3  | 2-3    | 2-3 | 2-3 |
| Vittorie (%)               | 40%  | 40%    | 40% | 40% |
| Ranking                    |      | $      | $   | $   |

## Grande Slam Junior

### Doppio

#### Finali perse (1)
| Tornei del Grande Slam  |
| ----------------------- |
| Australian Open (0)     |
| Open di Francia (1)     |
| Torneo di Wimbledon (0) |
| US Open (0)             |

| N. | Data          | Torneo                  | Superficie  | Compagno     | Avversario in finale                | Punteggio   |
| 1. | 8 giugno 2024 | Open di Francia, Parigi | Terra rossa | Rei Sakamoto | Nicolai Budkov Kjær Joel Schwärzler | 4-6, 6(3)-7 |